# シヴィライゼーションVI 嵐の訪れ
シドマイヤーズ シヴィライゼーション VI 嵐の訪れ（Sid Meier's Civilization VI: Gathering Storm）は、4Xターン制ストラテジーゲームであるシヴィライゼーションVIの公式拡張パック第2弾である。
2019年2月14日に発売され、従来のシヴィライゼーションVI、および拡張パック第1弾である『文明の興亡』の文明と指導者に加えて、新たに8つの文明と9人の指導者が追加された。

## 内容
『嵐の訪れ』は、天候や災害によってゲームの世界が変化していき、人間の行動がゲームの進行や後半の結果にどのような影響を与えるか、という点に焦点を当てている。プレイヤーは、環境が時間の経過とともにどのように変化するのかという点に注視し、その環境変化が引き起こす利益、または損害に対処していく必要がある。
この拡張パックでは、火山噴火、河川の洪水、海面上昇、ハリケーン、砂嵐、吹雪、竜巻、干ばつといった自然災害が導入される。プレイヤーは、ダムや海の防波堤といった改善を行うことで、これらの災害を緩和する手段を得ることができる。これらの建物は海面上昇などから都市を保護するのに役立つが、これらの改善を行っていない場合、プレイヤーは沿岸タイルや、時には本土のタイルを失うことがある。さらに、これらの災害の一部はプレイヤーに利益をもたらすこともあり、たとえば、洪水や火山噴火の後には、影響を受けたタイルの収穫量が増加することがある。これらのイベントの頻度は、新しい気候システムによって影響を受ける。
また、ゲーム後半では、新たな資源である「電力」を供給することで、建物の効果を向上させることができる。電力は石炭や石油を燃やすことで得られるが、その結果、大気中のCO2レベルが上昇し、災害の発生頻度が増加する。太陽光発電や風力発電、地熱発電などの環境に優しいエネルギー代替案を研究することも可能。また、「未来時代」では、新しいテクノロジーや社会制度が追加され、それらがランダムにアンロックされるようになる。
フィールド生成にも変更が加えられており、新しい地形特徴として、山脈や大陸を分断するように火山や地熱孔、氾濫原が生成されるようになる。山脈、河川、火山、砂漠は、それらを発見した文明の名前にちなんで名付けられるようになり、例えば、イギリスが発見した川は「テムズ川」、フランスが発見した川は「セーヌ川」と呼ばれることがある。
外交システムも刷新され、過去作に存在した外交勝利と世界会議が復活したが、違いとして、外交勝利ポイントを様々な方法で獲得しなければならず、異なる時代で複数回の投票に勝つことで、外交リーダーシップを示し、外交勝利を達成する必要がある。投票に影響を与える方法は「外交的支持」と呼ばれ、これにより投票の重みを増すことができる。世界会議では、プレイヤーが平和条約のように異なる要素から決議を構築することにより、国際社会が決議を可決するかどうかを投票で決定することができる。
9人の新しい指導者と8つの新しい文明も追加され、さまざまな新しいユニット、新しい技術と社会制度の時代が導入された。また、2つの新シナリオとして、14世紀のパンデミックを題材にした「黒い死神」（シングルプレイヤー用）と、第一次世界大戦のドイツとフランスのベルギーでの戦いを題材にした「機械化戦争」（マルチプレイヤー用）が追加された。
以下が『嵐の訪れ』で新たに追加された文明。
- ハンガリー：マティアス・コルヴィヌスに率いられ、都市国家の同盟から徴兵したユニットを得意とする。
- マオリ：クペに率いられ、海上からスタートし、自然環境を保護することが奨励される。
- カナダ：ウィルフリッド・ローリエに率いられ、寒冷気候のタイルでユニークなユニットと能力を持ってる。
- インカ帝国：パチャクティに率いられ、山岳地帯に関連するユニークな利益を得られる。
- マリ帝国：マンサ・ムーサに率いられ、砂漠と交易路から莫大な富を生み出すことができる。
- スウェーデン：クリスティーナに率いられ、文化や観光、そして偉人に対する恩恵を受ける。
- オスマン帝国：スレイマンに率いられ、都市包囲に対する大きな利益を持ち、外交と軍事のための特別な総督を持っている。
- フェニキア：ディードーに率いられ、海洋タイルからの多くの利益と首都の移動が自由にできる能力を持っている。
- アキテーヌ女公アリエノール：イギリスまたはフランスの指導者として機能するユニークな指導者で、近隣の都市から彼女の偉業に対する忠誠を奪うことができる。

## 評価
Metacriticによると、『嵐の訪れ』は概ね高く評価されている。